# Daniela Nardini
Daniela Nardini (Largs, 26 de abril de 1968) es una actriz británica de ascendencia italiana, reconocida por interpretar el papel de Anna Forbes en la serie de televisión This Life. Por su desempeño ganó un premio BAFTA en la categoría de mejor actriz en 1998. Ganó su segundo BAFTA en 2009 por su papel en la serie de Annie Griffin New Town.

## Filmografía

### Cine y televisión
- 2018 - Bunny (Cortometraje)
- 2015 - Sunset Song
- 2014 - Hole (Cortometraje)
- 2014 - Bob Servant (Serie de TV)
- 2013 - Two Doors Down (Telefilme)
- 2013 - The Rinsing (Cortometraje)
- 2013 - Rubenesque (Telefilme)
- 2013 - Waterloo Road (Serie de TV)
- 2012 - Little Crackers (Serie de TV)
- 2011 - The Fades (Serie de TV)
- 2011 - Vera (Serie de TV)
- 2009 - New Town (Telefilme)
- 2008 - Lewis (Serie de TV)
- 2007 - This Life + 10 (Telefilme)
- 2004 - Cargo
- 2004 - Quite Ugly One Morning (Telefilme)
- 2004 - Jack Brown and the Curse of the Crown
- 2002 - Sirens (Telefilme)
- 2002 - Outside the Rules (Telefilme)
- 2000 - Rough Treatment (Telefilme)
- 1999 - Tube Tales
- 1999 - Love in the 21st Century (Serie de TV)
- 1999 - Elephant Juice
- 1998 - Undercover Heart (Serie de TV)
- 1996-1997 - This Life (Serie de TV)
- 1997 - Reckless (Serie de TV)
- 1993 - Doctor Finlay (Serie de TV)
- 1990 - Your Cheatin' Heart (Serie de TV)
- 1990 - Take the High Road (Serie de TV)